# Boîte de Jensen

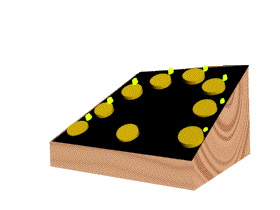
Boîte de Jensen en 3D.

La Boîte de Jensen est un équipement psychométrique servant à mesurer les temps de réaction et de choix d'un sujet. Elle a été créée par le psychologue Arthur Jensen à l'Université de Berkeley en Californie.

## Fonctionnement
Plusieurs épreuves sont possibles. Le sujet peut attendre un signal et presser un bouton, ou attendre deux signaux différents et presser le bouton approprié lorsqu'il perçoit un signal. Dans le second type d'épreuve, celle à signaux multiples, l'augmentation du temps de réaction à l'épreuve du signal simple correspond au temps que le sujet met à faire un choix entre les différents boutons possibles.
Une boîte standard mesure environ 50 centimètres de côté et 30 centimètres de haut, avec une surface en biais sur laquelle on trouve 9 boutons, 8 formant un demi-cercle et l'un constituant un bouton « par défaut » en bas au milieu. Chaque bouton-réponse peut être éclairé par une LED intégrée, et la boîte contient un haut-parleur pour les signaux sonores.
D'après la loi de Hick, le temps de réaction ralentit lorsqu'un log2 du nombre de choix est présenté. Lorsque tous les boutons sont couverts à l'exception d'un seul, les réponses sont plus rapides, et elles sont plus lentes lorsque les 8 réponses sont possibles.

## Corrélations avec le QI
Depuis que cette approche a été inventée, des corrélations entre les temps de réaction pour les signaux simple et multiples ont été constatées dans plusieurs centaines d'études. L'une des plus larges, menée sur près de 900 individus, a montré des corrélations entre quotient intellectuel et temps de réaction au choix de 0,3 et 0,5, ainsi qu'une corrélation de 0,26 dans le degré de variation entre les essais réalisés par un individu.
Plusieurs paramètres peuvent être extraits. La moyenne du temps de réaction pour un choix simple donne le temps de réaction basique. L'augmentation du nombre de choix avec 2, 4 ou 8 choix donne la vitesse du processus d'information et du choix, et la variance ou l'écart type dans les temps de réaction permet de mesurer la variabilité des temps de réaction parmi les sujets.
Le temps mis à enlever son doigt ou sa main du bouton par défaut (au milieu) et le temps mis à appuyer sur l'un des boutons-réponse peuvent être mesurés séparément. Ils sont typiquement considérés comme mesurant le temps de décision et le temps de mouvement, bien que dans le paradigme standard les sujets puissent superposer le temps de décision à la phase de mouvement en cessant d'appuyer sur le bouton du milieu sans savoir encore où il leur faudra appuyer. Masquer le stimulus lumineux empêche cette astuce.